# Gran Premio di Monza
Il Gran Premio di Monza è stata una gara automobilistica disputata sul tracciato dell'Autodromo nazionale di Monza disputata tra il 1922 e il 1980 in 12 edizioni.

## Storia
In seguito al terribile incidente del Gran Premio d'Italia del 1928, in cui persero la vita Emilio Materassi e 27 spettatori, il Gran Premio d'Italia fu annullato nel 1929 e nel 1930. Non volendo abbandonare completamente le corse sulla pista di Monza, il Gran Premio di Monza si è tenuto come sostituto durante questi anni. Anche quando il Gran Premio d'Italia tornò nel calendario delle corse, il Gran Premio di Monza fu mantenuto come evento separato.
La competizione era tipicamente divisa in tre manche brevi (~ 30 minuti) in base alle dimensioni del motore, un ripescaggio e una finale più lunga.
L'evento del 1933 divenne conosciuto come la Domenica Nera, a causa della morte di 3 piloti di punta (Giuseppe Campari, Baconin Borzacchini e Stanisław Czaykowski) che rimasero uccisi in due incidenti separati nel tratto sud del circuito ad alta velocità. Il mondo delle corse rimase sbalordito e questo segnò la fine, non solo per il Gran Premio di Monza, ma anche per l'originale circuito di 10 km di Monza. Il Gran Premio d'Italia continuò negli anni successivi, utilizzando diversi layout, con chicane inserite per rallentare la velocità.
Dopo la seconda guerra mondiale il Gran Premio dell'Autodromo di Monza si svolse in cinque edizioni tra il 1948 e il 1952. Il primo di questi era una gara di Formula 1 e il resto Formula 2. Nessuno di loro contava per il Campionato del Mondo Piloti.
La gara fu ripresa nel 1980, quando il Gran Premio d'Italia di Formula 1 fu corso nel circuito "Dino Ferrari" di Imola, fu quindi organizzata una gara di Formula 2 a Monza, vinta da Derek Warwick.
Oggi, il Gran Premio d'Italia è a volte indicato come "Gran Premio di Monza" poiché è così strettamente associato alla pista di Monza.

## Albo d'oro
| Anno       | Pilota              | Costruttore   | Classe        | Circuito      | Resoconto     |
| ---------- | ------------------- | ------------- | ------------- | ------------- | ------------- |
| 1922       | André Dubonnet      | Hispano-Suiza | Formula Libre | Monza         | Resoconto     |
| 1923 -1928 | Non disputato       | Non disputato | Non disputato | Non disputato | Non disputato |
| 1929       | Achille Varzi       | Alfa Romeo    | Gran Premio   | Monza         | Resoconto     |
| 1930       | Achille Varzi       | Maserati      | Gran Premio   | Monza         | Resoconto     |
| 1931       | Luigi Fagioli       | Maserati      | Gran Premio   | Monza         | Resoconto     |
| 1932       | Rudolf Caracciola   | Alfa Romeo    | Gran Premio   | Monza         | Resoconto     |
| 1933       | Marcel Lehoux       | Bugatti       | Gran Premio   | Monza         | Resoconto     |
| 1934 -1947 | Non disputato       | Non disputato | Non disputato | Non disputato | Non disputato |
| 1948       | Jean-Pierre Wimille | Alfa Romeo    | Formula 1     | Monza         | Resoconto     |
| 1949       | Juan Manuel Fangio  | Ferrari       | Formula 2     | Monza         | Resoconto     |
| 1950       | Luigi Villoresi     | Ferrari       | Formula 2     | Monza         | Resoconto     |
| 1951       | Alberto Ascari      | Ferrari       | Formula 2     | Monza         | Resoconto     |
| 1952       | Nino Farina         | Ferrari       | Formula 2     | Monza         | Resoconto     |
| 1953 -1979 | Non disputato       | Non disputato | Non disputato | Non disputato | Non disputato |
| 1980       | Derek Warwick       | Toleman       | Formula 2     | Monza         | Resoconto     |